# Giấy phép lái xe

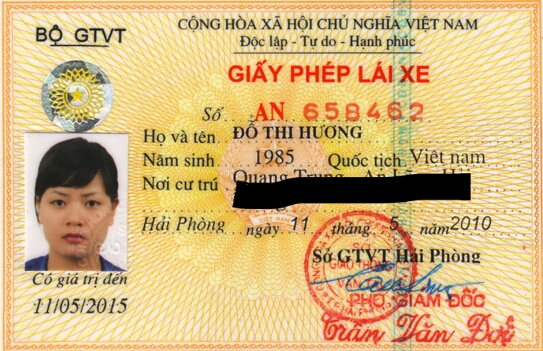
Giấy phép lái xe Việt Nam

Giấy phép lái xe hay còn gọi là Bằng lái xe là một loại giấy phép, chứng chỉ do cơ quan nhà nước hoặc cơ quan có thẩm quyền cấp cho một người cụ thể cho phép người đó được phép vận hành, lưu thông, tham gia giao thông bằng xe cơ giới các loại như xe máy, xe hơi, xe tải, xe buýt, xe khách hoặc các loại hình xe khác trên các con đường công cộng. Quy định về giấy phép lái xe ở các quốc gia tuy có khác nhau tùy vào đặc thù của mỗi nước nhưng nhìn chung để nhận được giấy phép lái xe, người xin cấp giấy phép lái xe cần trải qua nhiều thủ tục pháp lý như nộp đơn xin cấp, phải trải qua một bài kiểm tra lái xe hoặc những kỳ thi sát hạch về lái xe nghiêm ngặt (tùy yêu cầu của từng loại phương tiện) và các thủ tục khác. Sau khi được cấp Giấy phép lái xe, người đó mới có quyền (về mặt pháp lý) để tham gia giao thông bằng phương tiện xe. Giấy phép lái xe thông thường được cấp căn cứ vào độ tuổi nhất định. Khi một người vi phạm Luật giao thông, cảnh sát giao thông có thể yêu cầu xuất trình giấy phép lái xe để kiểm tra. Một số quy định pháp luật ở các nước có hình thức xử phạt tịch thu giấy phép lái xe hoặc tước giấy phép lái xe có thời hạn hay không có thời hạn (giam bằng lái). Trong lịch sử, Giấy phép lái xe cơ giới đã được cấp cho người phát minh ra ô tô hiện đại, Karl Benz, năm 1888 vì tiếng ồn và khói bụi của những chiếc xe của mình mà Bezt bị khiếu nại, sau đó ông đã yêu cầu và nhận được sự cho phép bằng văn bản của cơ quan Ducal Grand Hotel để vận hành chiếc xe của mình trên đường phố công cộng.

## Ở Việt Nam

### Phân hạng
Ở Việt Nam, phân hạng bằng lái được quy định như sau :
| Hạng | Quy định | Thời hạn       | Ghi chú                                                  |
| ---- | --- | -------------- | -------------------------------------------------------- |
| A1   | Cho phép điều khiển xe môtô 2 bánh có dung tích xi-lanh đến 125 cm3 hoặc có công suất động cơ điện đến 11 kW và xe 3 bánh dành cho người khuyết tật | Không thời hạn | Trước năm 2025 là được chạy đến dưới 175cc               |
| A    | Cho phép điều khiển xe môtô 2 bánh nói chung, không giới hạn dung tích xi-lanh và động cơ điện | Không thời hạn | Trước năm 2025 được gọi là A2                            |
| A3   | Cho phép điều khiển môtô 3 bánh, xe lam, xích lô máy và các loại xe hạng A, không áp dụng với phương tiện hạng A2 | Không thời hạn | Không còn được cấp từ năm 2025                           |
| A4   | Cho phép điều khiển các loại máy kéo có tải trọng đến 1.000 kg | 10 năm         | Không còn được cấp từ năm 2025                           |
| B1   | Cho phép điều khiển mô tô ba bánh và các loại xe quy định cho giấy phép lái xe hạng A1 | Không Thời Hạn | Trước 2025 hạng này được phép điều khiển ô tô và máy kéo |
| B    | cho phép điều khiển ô tô chở người đến 08 chỗ (không kể chỗ của người lái xe); xe ô tô tải và ô tô chuyên dùng có khối lượng toàn bộ theo thiết kế đến 3.500 kg; các loại xe ô tô quy định cho giấy phép lái xe hạng B kéo rơ moóc có khối lượng toàn bộ theo thiết kế đến 750 kg | 10 năm         |                                                          |
| C    | Cấp cho lái xe chuyên nghiệp, quy định quyền điều khiển: - Ôtô tải và xe chuyên dùng có tải trọng thiết kế từ 3.500 kg trở lên. - Đầu kéo, máy kéo 1 rơ-moóc hoặc sơ-mi rơ-moóc có tải trọng thiết kế từ 3.500 kg trở lên. - Cần cẩu bánh lốp có sức nâng thiết kế từ 3.500 kg trở lên. | 5 năm          |                                                          |
| D    | Cấp cho lái xe chuyên nghiệp, quy định quyền điều khiển: - Ôtô chở người từ 10-30 chỗ, tính cả ghế lái. - Các loại xe quy định trong hạng B1, B2, C. | 5 năm          |                                                          |
| E    | Cấp cho lái xe chuyên nghiệp, quy định quyền điều khiển: - Ôtô chở người trên 30 chỗ ngồi, tính cả ghế lái. - Các loại xe quy định trong hạng B1, B2, C, D. | 5 năm          |                                                          |
| F    | Cấp cho người đã có giấy phép lái xe hạng B2, C, D, E để điều khiển các loại xe tương ứng có kéo rơ-moóc trọng tải thiết kế lớn hơn 750 kg, sơ-mi rơ-moóc, ô tô khách nối toa gồm các hạng cụ thể: - FB2: Cấp cho người lái xe ô tô để lái các loại xe quy định tại giấy phép lái xe hạng B2 có kéo rơ-moóc và được điều khiển các loại xe quy định cho giấy phép lái xe hạng B1 và hạng B2 - FC: Cấp cho người lái xe ô tô để lái các loại xe quy định tại giấy phép lái xe hạng C có kéo rơ-moóc, ô tô đầu kéo sơ-mi rơ-moóc và được điều khiển các loại xe quy định cho giấy phép lái xe hạng B1, B2, C và hạng FB2 - FD: Cấp cho người lái xe ô tô để lái các loại xe quy định tại giấy phép lái xe hạng D có kéo rơ-moóc và được điều khiển các loại xe quy định cho giấy phép lái xe hạng B1, B2, C, D và hạng FB2 - FE: Cấp cho người lái xe ô tô để lái các loại xe quy định tại giấy phép lái xe hạng E có kéo rơ-moóc và được điều khiển các loại xe: ô tô chở khách nối toa và các loại xe được quy định cho giấy phép lái xe hạng B1, B2 C, D, E và hạng FB2, FD | 5 năm          |                                                          |

Giấy phép lái xe sử dụng cho người lái xe ô tô khách giường nằm, ô tô khách thành phố (sử dụng để kinh doanh vận tải hành khách bằng xe buýt) thực hiện theo quy định về giấy phép lái xe hạng D và hạng E, số chỗ ngồi trên xe được tính theo số chỗ trên xe ô tô khách cùng kiểu loại hoặc ô tô có kích thước giới hạn tương đương chỉ bố trí ghế ngồi. Xe máy có dung tích xi lanh dưới 50cc không cần giấy phép lái xe, người lái xe tuân thủ các quy định về độ tuổi, sức khỏe và các quy định khác về giao thông đường bộ theo luật giao thông đường bộ Việt Nam mới nhất. Hiện nay, Việt Nam cho phép người dân tích hợp giấy phép lái xe và tài khoản định danh điện tử trên ứng dụng VNeID và sử dụng tương tự như giấy phép lái xe bản giấy.

### Tuổi dự thi
Độ tuổi của người lái xe được quy định tại Khoản 1 Điều 60 Luật Giao thông đường bộ 2008  cụ thể:
- Người đủ 16 tuổi trở lên được lái xe gắn máy có dung tích xi-lanh dưới 50 cm3;
- Người đủ 18 tuổi trở lên được lái xe mô tô hai bánh, xe mô tô ba bánh có dung tích xi-lanh từ 50 cm3 trở lên và các loại xe có kết cấu tương tự; xe ô tô tải, máy kéo có trọng tải dưới 3.500 kg; xe ô tô chở người đến 9 chỗ ngồi;
- Người đủ 21 tuổi trở lên được lái xe ô tô tải, máy kéo có trọng tải từ 3.500 kg trở lên; lái xe hạng B2 kéo rơ moóc (FB2);
- Người đủ 24 tuổi trở lên được lái xe ô tô chở người từ 10 đến 30 chỗ ngồi; lái xe hạng C kéo rơ moóc, sơ mi rơ moóc (FC);
- Người đủ 27 tuổi trở lên được lái xe ô tô chở người trên 30 chỗ ngồi; lái xe hạng D kéo rơ moóc (FD);
- Tuổi tối đa của người lái xe ô tô chở người trên 30 chỗ ngồi là 50 tuổi đối với nữ và 55 tuổi đối với nam.

Các hạng:
- Hạng A1, A2, A3, A4, B1, B2: Từ 18 tuổi trở lên.
- Hạng C: Từ 21 tuổi trở lên
- Hạng D, FC: Từ 24 tuổi trở lên
- Hạng E: Từ 27 tuổi trở lên

Điều kiện để được đăng kí dự thi giấy phép lái xe hạng FC là Đã có bằng lái xe hạng C, D, E và có thâm niên hành nghề từ đủ 3 năm trở lên, có số km lái xe an toàn đạt từ 50.000 km trở lên do tổ chức cơ quan hay công ty xác nhận thông tin.

### Thi bằng lái
Theo quy định mới nhất của Bộ Giao Thông Vận Tải, học viên muốn cấp GPLX hạng B1 cần đảm bảo: Thời gian học tổng cộng 476 giờ với 136 giờ lý thuyết và 340 giờ thực hành lái xe thực tế. Như vậy, người học sẽ phải mất 3 tháng học cả lý thuyết và thực hành. Khi đã đủ thời gian kể từ khi nộp hồ sơ đăng ký từ 3 tháng trở lên, người học sẽ được sắp xếp thị sát hạch và cấp GPLX theo quy định . Vào thời điểm năm 2022, trung bình chi phí đào tạo và thi sát hạch cấp giấy phép lái xe ô tô hạng B1 dao động trong khoảng từ 7  – 12 triệu đồng. Thông thường, các cơ sở đạo tạo sẽ có 2 mức học phí để người học có thể lựa chọn như sau:
- Gói cơ bản học lái xe B1 trọn gói giá từ 7 - 10 triệu đồng, bao gồm: đăng ký hồ sơ, học lái xe và thi sát hạch (chỉ tính 1 lần thi).
- Gói nâng cấp học lái xe B1 nâng cao trọn 9 - 12 triệu đồng, bao gồm đào tạo từ khi học đến khi thi có bằng (không giới hạn số lần thi).

### Bằng nước ngoài
Khoản 10 Điều 33 Thông tư 12/2017/TT-BGTVT cũng có quy định như sau :
Người nước ngoài hoặc người Việt Nam cư trú ở nước ngoài có nhu cầu lái xe ở Việt Nam thực hiện như sau:
a) Nếu có giấy phép lái xe quốc gia phải làm thủ tục đổi sang giấy phép lái xe tương ứng của Việt Nam;
b) Trường hợp điều ước quốc tế về giấy phép lái xe mà Việt Nam là thành viên có quy định khác thì áp dụng quy định của điều ước quốc tế đó.
Căn cứ theo quy định tại Điều 41 Thông tư 12/2017/TT-BGTVT, được sửa đổi bởi khoản 23 Điều 1 Thông tư 38/2019/TT-BGTVT, thủ tục đổi giấy phép lái xe nước ngoài được quy định cụ thể. Người lái xe lập 01 bộ hồ sơ, gửi trực tiếp tại Tổng cục Đường bộ Việt Nam hoặc Sở Giao thông vận tải (nơi đăng ký cư trú, lưu trú, tạm trú hoặc định cư lâu dài). Hồ sơ bao gồm:
- Đơn đề nghị đổi giấy phép lái xe (đối với người Việt Nam theo mẫu quy định tại Phụ lục 19 ban hành kèm theo Thông tư này, đối với người nước ngoài theo mẫu quy định tại Phụ lục 20 ban hành kèm theo Thông tư này);
- Bản dịch giấy phép lái xe nước ngoài ra tiếng Việt được bảo chứng chất lượng dịch thuật của cơ quan Công chứng hoặc Đại sứ quán, Lãnh sự quán tại Việt Nam mà người dịch làm việc, đóng dấu giáp lai với bản sao giấy phép lái xe; đối với người Việt Nam xuất trình hợp pháp hóa lãnh sự giấy phép lái xe hoặc bằng lái xe của nước ngoài theo quy định của pháp luật về chứng nhận lãnh sự, hợp pháp hóa lãnh sự, trừ các trường hợp được miễn trừ theo quy định của pháp luật;"
- Bản sao hộ chiếu (phần số hộ chiếu, họ tên và ảnh người được cấp, thời hạn sử dụng và trang thị thực nhập cảnh vào Việt Nam), giấy chứng minh nhân dân hoặc thẻ căn cước công dân, giấy chứng minh thư ngoại giao hoặc công vụ do Bộ Ngoại giao Việt Nam cấp hoặc bản sao thẻ cư trú, thẻ lưu trú, thẻ tạm trú, thẻ thường trú, giấy tờ xác minh định cư lâu dài tại Việt Nam đối với người nước ngoài; trường hợp phát hiện có nghi vấn, cơ quan cấp đổi giấy phép lái xe có văn bản đề nghị Bộ Ngoại giao, Cục Quản lý Xuất nhập cảnh thuộc Bộ Công an, Phòng Quản lý xuất nhập Cảnh thuộc Công an tỉnh, thành phố trực thuộc Trung ương xác minh.

### Văn bản pháp lý
- Luật Giao thông đường bộ số 23/2008/QH12 ngày 13/11/2008, Nhà xuất bản Giao thông vận tải – 2008
- Quy chuẩn kỹ thuật quốc gia về báo hiệu đường bộ QCVN 41:2016/BGTVT ban hành kèm theo ban hành theo Thông tư số 06/2016/TT-BGTVT ngày 08 tháng 4 năm 2016 của Bộ trưởng Bộ Giao thông vận tải, Nhà xuất bản Giao thông vận tải – 2016
- Thông tư số 91/2015/TT-BGTVT ngày 31/12/2015 của Bộ trưởng Bộ Giao thông vận tải Quy định về tốc độ và khoảng cách an toàn của xe cơ giới, xe mày chuyên dùng tham gia giao thông.
- Nghị định số 95/2009/NĐ-CP ngày 30/10/2009 của Chính phủ về quy định niên hạn sử dụng đối với xe ô tô chở hàng và xe ô tô chở người.
- Nghị định số 65/2016/NĐ-CP ngày 01/07/2016 của Chính phủ quy định về điều kiện kinh doanh dịch vụ đào tạo lái xe ô tô và dịch vụ sát hạch lái xe.
- Thông tư số 12/2017/TT–BGTVT ngày 15/04/2017 của Bộ trưởng Bộ Giao thông vận tải Quy định Đào tạo, sát hạch, cấp giấy phép lái xe cơ giới đường bộ.
- . Nghị định số 46/2016/NĐ-CP ngày 26/05/2016 của Chính phủ về quy định xử phạt vi phạm hành chính trong lĩnh vực Giao thông đường bộ và đường sắt.
- Thông tư số 70/2015/TT–BGTVT ngày 09/11/2015 của Bộ trưởng Bộ Giao thông vận tải Quy định về Kiểm tra an toàn kỹ thuật và bảo vệ môi trường phương tiện giao thông cơ giới đường bộ.
- Thông tư số 08/2010/TT–BGTVT Quy định nhiệm vụ, quyền hạn của Thanh tra đường bộ]</ref> ngày 19/03/2010 của Bộ trưởng Bộ Giao thông vận tải Quy định quy định nhiệm vụ, quyền hạn của thanh tra đường bộ